# Джордж Воллес
Джордж Корлі Воллес-молодший (англ. George Corley Wallace, Jr.; 25 серпня 1919, Кліо, Алабама — 13 вересня 1998, Монтгомері, Алабама) — 45-й губернатор штату Алабама, протягом чотирьох термінів; 1963–1967, 1971–1979 і 1983–1987. Балотувався чотири рази на пост президента США.
Уоллес народився в Кліо, штат Алабама, навчався на юридичному факультеті Алабамського університету та служив у ВПС США під час Другої світової війни. Після війни він переміг на виборах до Палати представників Алабами та працював суддею штату. Вперше домагався висунення від Демократичної партії на виборах губернатора Алабами в 1958 році. Спочатку був поміркований у расових питаннях, але зайняв жорстку сегрегаційну позицію після поразки у номінації 1958 року. Воллес знову балотувався на посаду губернатора в 1962 році і виграв. Прагнучи зупинити расову інтеграцію Університету Алабами, Воллес заслужив національну популярність, стоячи перед входом в Університет Алабами, блокуючи шлях темношкірим студентам. Уоллес покинув посаду, коли його перший термін закінчився в 1967 році через обмеження терміну повноважень, але його дружина Лурлін виграла наступні вибори та змінила його. Лурлін померла від раку в травні 1968 року, завершивши період впливу Воллеса; її лікар повідомив Воллеса про діагноз раку в 1961 році, але Уоллес не сказав про це своїй дружині.